# Me'Lisa Barber
Me'Lisa Barber, född 4 oktober 1980, är en amerikansk friidrottare som tävlar i kortdistanslöpning.
Barbers genombrott kom när hon var med i det amerikanska stafettlag som blev guldmedaljörer på 4 x 400 meter vid VM i Paris 2003. Vid VM 2005 deltog hon på 100 meter och slutade på femte plats i finalen. Vid samma mästerskap blev hon världsmästare i den korta stafetten över 4 x 100 meter. 
Vid inomhus VM 2006 i Moskva vann Barber guld på 60 meter på tiden 7,01. 
Hennes tvillingsyster, Mikele Barber, är också en framgångsrik friidrottare.

## Personliga rekord
- 60 meter - 7,01
- 100 meter - 10,95
- 200 meter - 22,37